# Peter Coyote
Peter Coyote, ursprungligen Rachmil Pinchus Ben Mosha Cohon, född 10 oktober 1941 i New York i New York, är en amerikansk skådespelare.
Coyote har länge varit politiskt engagerad och var under 1960- och 1970-talen en del av motkulturscenen i San Francisco, som medlem i den radikala teatergruppen San Francisco Mime Troupe och den anarkistiska teatergruppen The Diggers. 1975-1983 var han medlem i California Arts Council. Hans filmkarriär inleddes i början av 1980-talet. Han är också flitig som röstskådespelare och berättarröst till dokumentärer och ljudböcker.
Han är också utövare av Zenbuddhism.

## Filmografi i urval
- 2014 – Good Kill
- 2010-2011 - Law & Order: LA (TV-serie)
- 2008 – Five Dollars a Day
- 2005 – The Inside (TV-serie)
- 2004-2006 - The 4400 (TV-serie)
- 2002 – Femme Fatale
- 2002 – A Walk to Remember
- 1998 – Sphere – farkosten
- 1992 – Bitter Moon
- 1988 – Baja Oklahoma
- 1985 – Kniven är enda vittnet
- 1984 – Heartbreakers
- 1983 – Cross Creek
- 1982 – E.T. the Extra-Terrestrial
- 1982 – Vem hotar oss?
- 1981 – Inkräktarna
- 1980 – Berätta din gåta